# 듀얼 (드라마)
《듀얼》은 2017년 6월 3일부터 2017년 7월 23일까지 OCN에서 방영된 드라마이다.

## 등장 인물

### 주요 인물
- 정재영 : 장득천(45세) 역 - 정북경찰서[1] 강력팀 형사. 딸이 납치됨.
- 김정은 : 최조혜(38세) 역 - 강력부 검사. 득천을 사건 조작에 끌어들임.
- 양세종 : 이성준(24세) 역 (아역 송준희) - 살인 누명을 쓴 복제인간
- 양세종 : 이성훈(24세) 역 (아역 송준희) - 연쇄살인마, 복제인간
- 서은수 : 류미래(27세) 역 - 성주일보 의학부 2년차 기자

### 장득천의 주변 인물
- 이나윤 : 장수연(11세) 역 - 득천의 딸
- 윤경호 : 이형식(39세) 역 - 정북경찰서 강력팀 형사, 득천의 후배
- 최웅 : 나수호(30세) 역 - 정북경찰서 강력팀 형사

### 최조혜의 주변 인물
- 이예은 : 나송이(29세) 역 - 최조혜 검사실 수사관
- 이성욱 : 구본석(42세) 역 - 최조혜 검사실 수사관

### 류미래의 주변 인물
- 김기두 : 김익홍(30대초) 역 - 미래의 대학교와 신문사 선배

### 그 외
- 이철민 : 박유식 역
- 임일규 : 차길호 역
- 심완준 : 양만춘 역
- 장리우 : 양만춘의 수하 역
- 김광섭 : 양만춘의 수하 역
- 한상길
- 현정철
- 홍정호
- 박상우
- 김영희
- 김아람
- 조승희
- 강태호 : 강현근 역
- 이승준
- 배은우
- 성지원
- 유영복
- 이은우
- 강승훈
- 오승찬
- 권박선
- 박상혁
- 정윤희
- 주부진 : 장득천네 집주인 할머니 역 (목소리 출연)
- 김지유 : 안혜주 역
- 성민경
- 조재룡 : 진병준 역 - 교도소 의무과장
- 조재완 : 최주식 역
- 윤병희
- 윤희원
- 이동규
- 김수홍
- 마동길
- 이재우
- 박성균
- 김대현
- 김원영
- 박하경
- 정윤희
- 이서준
- 백인권
- 마성민 : 양만춘의 수하 역
- 임채선
- 이문빈
- 김제열
- 한상길
- 최광제 : 백 실장 역
- 박승배
- 정두겸 : 우병천 역 - 부장검사
- 이택근
- 이용규
- 김광태
- 김정한
- 오윤수
- 정종우
- 이교엽
- 이세호
- 오정환
- 윤태영
- 조흥우
- 김시은 : 주아 역
- 이해영 : 박동술 역
- 정진서 : 박민지 역
- 오창경
- 지윤재
- 박용수
- 한상경
- 박도준
- 장우용
- 김정현
- 윤종구
- 유하복 : 한이사 역
- 한정인
- 이규섭
- 이대진
- 이서준
- 백인권
- 임채선
- 김보정 : 류정숙 역 - 류미래의 어머니, 전직 간호사
- 조수향 : 박서진 역
- 정지호
- 김진욱
- 함정인
- 장원진
- 김상철
- 최원용
- 강태식
- 손성찬
- 안현정
- 전수연
- 윤동영
- 공민규
- 이호균
- 김난희 : 김혜진 역
- 김동범 : 차기동 역 - 이우현(이성준)의 친구
- 엄수정 : 한유라 역
- 박지일 : 박산영 역
- 강지후 : 박서룡 역
- 김희찬
- 함정인
- 김종호
- 장찬인
- 정진서
- 민효경
- 허승
- 신난애
- 김한규
- 이승철
- 최범호 : 장수연의 담당의사 역
- 금동현
- 차명욱
- 김아인
- 최재영
- 차민혁
- 정자영
- 김도하
- 김범석
- 정윤하
- 박수현
- 강정구
- 최민주
- 이순원
- 엄국현
- 류성민
- 이준성
- 임동민
- 이수용
- 이가경
- 안수호

### 특별출연
- 주석태 : 안정동 역 - 유괴된 아이 혜주의 아버지 (1회)
- 하지은 : 혜주의 어머니 역 (1회)
- 정순원 : 조작 사건 피해자 역 - 최조혜가 꾸민 사건의 범인으로 몰림. (1회)
- 쿠쿠크루 (김진완, 김종래, 박준형, 김태용, 김지민) : 순서대로 경찰 1, 목격자 3, 경찰 2, 주민 1, 주민 2 역 (2회)

## 시청률
최저 시청률과 최고 시청률은 시청률 조사회사와 지역별로 시청률에 차이가 있을 수 있습니다.
| 2017년      | 2017년      | 2017년     | 2017년      |
| 회차        | 방송일      | AGB 시청률 | TNmS 시청률 |
| ----------- | ----------- | ---------- | ----------- |
| 1화         | 6월 3일     | 2.028%     | 1.2%        |
| 2화         | 6월 4일     | 1.938%     | 1.2%        |
| 3화         | 6월 10일    | 1.966%     | 1.2%        |
| 4화         | 6월 11일    | 2.182%     | 1.2%        |
| 5화         | 6월 17일    | 1.502%     | 1.1%        |
| 6화         | 6월 18일    | 1.949%     | 1.6%        |
| 7화         | 6월 24일    | 1.530%     | 1.2%        |
| 8화         | 6월 25일    | 1.796%     | 1.3%        |
| 9화         | 7월 1일     | 1.666%     | 1.0%        |
| 10화        | 7월 2일     | 1.703%     | 1.3%        |
| 11화        | 7월 8일     | 1.567%     | 1.3%        |
| 12화        | 7월 9일     | 1.730%     | 1.6%        |
| 13화        | 7월 15일    | 1.426%     | 1.3%        |
| 14화        | 7월 16일    | 1.598%     | 1.3%        |
| 15화        | 7월 22일    | 1.316%     | 1.4%        |
| 16화        | 7월 23일    | 1.668%     | 1.5%        |
| 평균 시청률 | 평균 시청률 | 1.723%     | 1.3%        |

## 같이 보기
- 형사 드라마
- 대한민국의 텔레비전 드라마 목록 (ㄷ)
- 2017년 대한민국의 텔레비전 드라마 목록